# Étinehem

Étinehem este o comună în departamentul Somme, Franța. În 1 ianuarie 2018 avea o populație de 375 de locuitori.